# Wordende Wereld
Wordende Wereld was een filmjournaal gemaakt in Nederlands-Indië van 1947 tot 1950.
Wordende Wereld werd geproduceerd door Gouvernementsfilmbedrijf Multifilm Batavia in opdracht van de Rijksvoorlichtingsdienst. Directeur van het filmbedrijf was de Nederlandse filmer Jan Mol. Een van de cameramensen was Charles Breijer. Vanaf november 1947 werden 133 journaals uitgebracht, die met name waren bedoeld voor de Nederlandse markt, maar die overigens niet erg populair waren bij Nederlandse bioscopen. De journaals waren een propagandamiddel van de Nederlandse overheid in de gewelddadige tijd van de politionele acties: in de onderwerpkeuze lag de nadruk op de opbouw van de economie en inlandse cultuur.